# 高山光重
高山 光重/長尾 景吉（たかやま みつしげ/ながお かげよし）は、戦国時代の武将。上野国の国衆・高山氏の一族。

## 生涯
上野国緑野郡高山に拠った国衆・高山満重の次男。白井長尾氏の長尾景春の養子となり、「長尾景吉」を名乗ったとされるが、景春を養父とすると世代が合わないとされる。高山氏は永禄3年（1560年）の長尾景虎（上杉謙信）の関東侵攻に従い、光重の兄である高山行重が白井長尾氏の同心となっていることから、高山氏と白井長尾氏の間に何らかの関係があったとされる。
天正10年（1582年）の後北条氏と滝川一益との神流川の戦いで兜首18を獲り、功名をあげた。娘に神成城主・小幡次郎景高の妻がいる。